# Campionat d'Europa de Pitch and Putt 1999
El Campionat d'Europa de Pitch and Putt disputat l'any 1999 a Chelmsford (Gran Bretanya) va ser la primera edició del Campionat d'Europa que organitza l'Associació Europea de Pitch and Putt (EPPA), en el qual van participar 6 seleccions nacionals.

## Fase inicial
| Grup A                            |           |     |
| Irlanda                           | Catalunya | 4-1 |
| Irlanda                           | França    | 5-0 |
| Catalunya                         | França    | 5-0 |
| 1. Irlanda 2. Catalunya 3. França |           |     |

| Grup B                                      |               |     |
| Gran Bretanya                               | Itàlia        | 3-2 |
| Gran Bretanya                               | Països Baixos | 5-0 |
| Itàlia                                      | Països Baixos | 4-1 |
| 1. Gran Bretanya 2. Itàlia 3. Països Baixos |               |     |

## Fase final
| Semifinals    |           |     |
| Irlanda       | Itàlia    | 6-1 |
| Gran Bretanya | Catalunya | 5-2 |

| Finals    |         |               |     |
| 5-6 llocs | França  | Països Baixos | 5-2 |
| 3-4 llocs | Itàlia  | Catalunya     | 5-2 |
| Final     | Irlanda | Gran Bretanya | 6-1 |

## Classificació final
1. Irlanda
2. Gran Bretanya
3. Itàlia
4. Catalunya
5. França
6. Països Baixos